# Sokołów Małopolski (gemeente)
De gemeente Sokołów Małopolski is een stad- en landgemeente in het Poolse woiwodschap Subkarpaten, in powiat Rzeszowski.
De zetel van de gemeente is in Sokołów Małopolski.
Op 30 juni 2004 telde de gemeente 16 446 inwoners.

## Oppervlakte gegevens
In 2002 bedroeg de totale oppervlakte van gemeente Sokołów Małopolski 134,04 km², waarvan:
- agrarisch gebied: 71%
- bossen: 23%

De gemeente beslaat 11% van de totale oppervlakte van de powiat.

## Demografie
Stand op 30 juni 2004:
| Omschrijving                   | Totaal | Totaal | Vrouwen | Vrouwen | Mannen | Mannen |
| ------------------------------ | ------ | ------ | ------- | ------- | ------ | ------ |
| eenheid                        | aantal | %      | aantal  | %       | aantal | %      |
| inwoners                       | 16 446 | 100    | 8333    | 50,7    | 8113   | 49,3   |
| bevolkingsdichtheid (inw./km²) | 122,7  | 122,7  | 62,2    | 62,2    | 60,5   | 60,5   |

In 2002 bedroeg het gemiddelde inkomen per inwoner 1414 zł.

## Administratieve plaatsen (sołectwo)
Górno, Kąty Trzebuskie, Markowizna, Nienadówka, Trzeboś, Trzebuska, Turza, Wólka Niedźwiedzka, Wólka Sokołowska.

## Aangrenzende gemeenten
Czarna, Głogów Małopolski, Kamień, Leżajsk, Nowa Sarzyna, Rakszawa, Raniżów, Trzebownisko